# Laurent Rodriguez
Pour les articles homonymes, voir Rodriguez.
Pas d'image ? Cliquez ici

a Compétitions nationales et continentales officielles uniquement.

b Matchs officiels uniquement.
Laurent Rodriguez, né le 25 juin 1960 à Poitiers (Vienne), est un joueur international français de rugby à XV, jouant principalement au poste de troisième ligne centre.
Il commence sa carrière au Stade montois en 1978 et y joue jusqu'en 1986, date de son départ à l'AS Montferrand. Il reste une saison en Auvergne puis s'engage à l'US Dax en 1987, avec qui il termine sa carrière en 1996. En parallèle de sa carrière en club, il joue avec l'équipe de France de 1981 à 1990 et compte 56 sélections pour 32 points marqués.
À la fin de sa carrière de joueur, il se reconvertit en entraîneur et entraîne le Biarritz olympique, la Section paloise et le CA Brive. De 2008 à 2014, il est le directeur sportif de Biarritz.

## Biographie

### Carrière de joueur
Formé au CA Lannemezan, Laurent Rodriguez rejoint le Stade montois en 1978.
Le 1er novembre 1984, il joue son premier match avec les Barbarians français contre une équipe du Bataillon de Joinville à Grenoble. Les Baa-Baas l'emportent 44 à 22. Le 7 octobre 1987, il joue de nouveau avec les Barbarians français contre le Penarth RFC à Penarth au pays de Galles. Les Baa-Baas l'emportent 48 à 13.
Il joue durant huit années pour le Stade montois avant de rejoindre l'AS Montferrand en 1986, où il joue durant une seule saison. À la fin de celle-ci, il est sélectionné en équipe de France pour la Coupe du monde 1987. Il est alors le seul joueur de l'ASM sélectionné pour ce Mondial. Lors de cette toute première Coupe du monde, les Bleus atteignent la finale où ils affrontent la Nouvelle-Zélande. Pour cette rencontre, Rodriguez est titulaire en troisième ligne avec Éric Champ et Dominique Erbani et les Français sont battus sur le score de 29 à 9,.
Après ce Mondial, il rejoint l'US Dax en 1987. En 1988, les Dacquois sont en finale du Challenge Yves du Manoir. Dans une rencontre face au Stade toulousain, il est titulaire en troisième ligne et les Landais sont battus de deux points 15 à 13. 
Le 31 octobre 1992, il joue aà nouveau vec les Barbarians français contre l'Afrique du Sud à Lille. Les Baa-Baas s'imposent 25 à 20.
Le 6 septembre 1994, il joue avec les Barbarians français contre les Barbarians au Stade Charlety à Paris. Les Baa-Baas s'imposent 35 à 18.
Laurent Rodriguez est connu pour ses qualités de perforateur, ainsi que pour sa vitesse : il est très rapide sur courtes distances (11 secondes au 100 mètres) malgré sa masse athlétique. En 1990, une blessure met un terme à sa carrière internationale.
Lors de sa fin de carrière avec l'US Dax, il évolue brièvement au poste de pilier, lorsque l'équipe vient à manquer d'un gaucher, après la blessure de Rémi Susbielles.

### Carrière d'entraîneur
Après sa carrière de joueur, il connaît une carrière d'entraîneur. Il effectue ainsi six saisons au Biarritz olympique qu'il coentraîne avec son ex-coéquipier du XV de France, Patrice Lagisquet. Il est champion de France en 2002.
Après avoir dirigé pendant quelques années une boutique Serge Blanco à Hossegor (Landes), il s'installe durant une année en Guadeloupe afin de gérer des boutiques de ces mêmes vêtements de sport à l'effigie de l'ancien numéro quinze français ayant évolué à Biarritz.
Revenu en France, il prend en charge la Section paloise en 2004 puis pour la saison 2004-2005. En 2005-2006, il entraîne le CA Brive. Au début de la saison 2006-2007, après huit matchs de championnat, Brive est lanterne rouge et Laurent Rodriguez quitte l'entraînement du pack briviste.
En 2008, alors que le Biarritz olympique se cherche, il devient directeur sportif du club, chapeautant le duo d'entraîneurs Jack Isaac-Jean-Michel Gonzalez. À partir de 2012, il succède à J.-M. Gonzalez comme entraîneur des avants. Il quitte le club en 2014, l'équipe terminant dernière du classement du Top 14.
En 2010, il rénove et ouvre un hôtel éponyme avec son épouse à Cambo-les-Bains dans les Pyrénées-Atlantiques. À partir de 2014, il consacre la majorité de son temps à cette activité après avoir quitté le Biarritz olympique. De 2014 à 2017, il épaule aussi les entraîneurs de l'Union sportive de Cambo, club de rugby à XV évoluant en championnat de France Honneur,.

## Bilan en tant qu'entraîneur
| Saison      | Club               | Division     | Poste                    | Classement                                 | Coupe d'Europe             | Challenge européen              |
| ----------- | ------------------ | ------------ | ------------------------ | ------------------------------------------ | -------------------------- | ------------------------------- |
| 1997 - 1998 | Biarritz olympique | 1re division | Entraîneur               | 6e Poule 1                                 | -                          | Éliminé en poule                |
| 1998 - 1999 | Biarritz olympique | 1re division | Entraîneur               | 2e-poule 1, 3e-dans la phase qualificative | -                          | Éliminé en poule                |
| 1999 - 2000 | Biarritz olympique | 1re division | Entraîneur               | Éliminé en demi-finale                     | -                          | Éliminé en quart-de-finale      |
| 2000 - 2001 | Biarritz olympique | 1re division | Entraîneur               | Éliminé en demi-finale                     | Éliminé en quart-de-finale | -                               |
| 2001 - 2002 | Biarritz olympique | Top 16       | Entraineur               | Champion de France                         | Éliminé en poule           | -                               |
| 2002 - 2003 | Biarritz olympique | Top 16       | Entraîneur               | Éliminé en demi-finale                     | Éliminé en quart-de-finale | -                               |
| 2004 - 2005 | Section paloise    | Top 16       | Entraîneur               | 13e                                        | -                          | Défaite en finale               |
| 2005 - 2006 | CA Brive           | Top 14       | Entraîneur               | 9e                                         | -                          | Éliminé en quart-de-finale      |
| 2008 - 2009 | Biarritz olympique | Top 14       | Directeur Sportif        | 5e                                         | Éliminé en poule           | -                               |
| 2009 - 2010 | Biarritz olympique | Top 14       | Directeur Sportif        | 7e                                         | Défaite en finale          | -                               |
| 2010 - 2011 | Biarritz olympique | Top 14       | Directeur Sportif        | Éliminé en barrages                        | Éliminé en quart-de-finale | -                               |
| 2011 - 2012 | Biarritz olympique | Top 14       | Directeur Sportif        | 9e                                         | Éliminé en poule           | Vainqueur du Challenge Européen |
| 2012 - 2013 | Biarritz olympique | Top 14       | Directeur Sportif Avants | 9e                                         | Éliminé en poule           | Éliminé en demi-finale          |
| 2013 - 2014 | Biarritz olympique | Top 14       | Directeur Sportif Avants | 14e                                        | -                          | Éliminé en poule                |

## Statistiques en équipe nationale
- 56 sélections en équipe de France (toutes comme titulaires), de 1981 (à 21 ans) à 1990 (capitaine en 1988 en Argentine, et durant le Tournoi des Cinq Nations 1990)
- 2 sélections dans l'équipe du « Reste du monde » (n°8), face aux Springboks en 1989, lors du centenaire de la South African Rugby Board
- Tournées en Australie en 1981, en Nouvelle-Zélande en 1984, 1986 et 1989, en Argentine en 1985, 1986 et 1988, et en Australie en 1986

## Palmarès

### En club
- Stade montois
  - Finaliste de la Coupe Frantz-Reichel en 1979

- US Dax
  - Finaliste du Challenge Yves du Manoir en 1988

### En équipe nationale
- France
  - Finaliste de la Coupe du monde en 1987
  - Vainqueur du Tournoi des Cinq Nations en 1983, 1987 (Grand Chelem), 1988, 1989

#### Tournoi des Cinq Nations
| Édition           | Rang | Résultats France | Résultats Rodriguez | Matchs Rodriguez |
| ----------------- | ---- | ---------------- | ------------------- | ---------------- |
| Cinq Nations 1982 | 4    | 1 v, 0 n, 3 d    | 1 v, 0 n, 3 d       | 4/4              |
| Cinq Nations 1983 | 1    | 3 v, 0 n, 1 d    | 2 v, 0 n, 0 d       | 2/4              |
| Cinq Nations 1984 | 2    | 3 v, 0 n, 1 d    | 1 v, 0 n, 0 d       | 1/4              |
| Cinq Nations 1985 | 2    | 2 v, 2 n, 0 d    | 2 v, 2 n, 0 d       | 4/4              |
| Cinq Nations 1987 | 1    | 4 v, 0 n, 0 d    | 4 v, 0 n, 0 d       | 4/4              |
| Cinq Nations 1988 | 1    | 3 v, 0 n, 1 d    | 3 v, 0 n, 1 d       | 4/4              |
| Cinq Nations 1989 | 1    | 3 v, 0 n, 1 d    | 2 v, 0 n, 1 d       | 3/4              |
| Cinq Nations 1990 | 3    | 2 v, 0 n, 2 d    | 2 v, 0 n, 2 d       | 4/4              |

Légende : v = victoire ; n = match nul ; d = défaite ; la ligne est en gras quand il y a Grand Chelem.

#### Coupe du monde
| Édition                            | Rang      | Résultats France | Résultats Rodriguez | Matchs Rodriguez |
| ---------------------------------- | --------- | ---------------- | ------------------- | ---------------- |
| Nouvelle-Zélande et Australie 1987 | Finaliste | 4 v, 1 n, 1 d    | 3 v, 1 n, 1 d       | 5/6              |

Légende : v = victoire ; n = match nul ; d = défaite.

### En tant qu'entraîneur
- Biarritz olympique
  - Vainqueur de la Coupe de France en 2000
  - Finaliste de la Coupe de la Ligue en 2002
  - Vainqueur du Championnat de France en 2002
  - Vainqueur du Challenge européen en 2012